# Perilasius
Perilasius is een kevergeslacht uit de familie van de boktorren (Cerambycidae). De wetenschappelijke naam van het geslacht werd voor het eerst geldig gepubliceerd in 1880 door Bates.

## Soorten
Perilasius omvat de volgende soorten:
- Perilasius brunneus Franz, 1954
- Perilasius championi Bates, 1880